# Bois des Manants
Het Bois des Manants is een bosgebied ten noordwesten van Gosselies in de Belgische provincie Henegouwen. Het bos is gelegen aan weerskanten van de A15/E42 autosnelweg en ten oosten van het kanaal Charleroi-Brussel. In het oosten wordt het bos begrensd door de autosnelweg A54/E420. Het klaverblad waar de A54/E420 en de A15/E42 kruisen, is gelegen in het Bois des manants pircha.
In het noorden vormt het bos één geheel met het bos Petits Sarts en het Haut Bois, in het zuiden is de terril van Trévieusart gelegen en in het westen, aan de overzijde van het kanaal is zowel het Bois de manants en het bos Les Cullees gelegen.